# 同益街道 (大连市)
同益乡，是中华人民共和国辽宁省大連市普兰店区下辖的一个乡镇级行政单位。

## 行政区划
同益乡下辖以下地区：
西韭村、同益村、蒿房村、庆阳村、瓦房村、张家村和和平村。